# سيليسيد التيتانيوم الرباعي
 سيليسيد تيتانيوم رباعي مركب كيميائي له الصيغة TiSi2، ويكون على شكل بلورات سوداء .